# Brashear (månekrater)
Brashear er et nedslagskrater på Månen. Det befinder sig på den sydlige halvkugle på Månens bagside i nærheden af Sydpolen. Det er opkaldt efter den amerikanske astronom John A. Brashear (1840 – 1920).
Navnet blev officielt tildelt af den Internationale Astronomiske Union (IAU) i 1970. 
Krateret observeredes første gang i 1965 af den sovjetiske rumsonde Zond 3.

## Omgivelser
Brashearkrateret ligger lige syd for den bjergomgivne slette Antoniadi, inden for det større kraters ydre vold af udkastet materiale. Mod nordøst fra Antoniadi ligger Numerovkrateret, og sydøst for ligger det yngre De Forest krater. 

## Karakteristika
Krateret er kun lidt mere end en lav fordybning i Månens overflade. Dets særlige træk er eroderet og overdækket af udkastningerne fra det relativt nye Antoniadakrater lige mod nord. Det gælder også småkraterne på kraterbunden.
Satellitkrateret "Brashear P" ligger mod syd-sydvest. Det er et stærkt nedslidt krater, hvis landskabsformationer næsten helt er slidt ned af senere nedslag. Forbundet med den sydlige rand af dette krater findes en række dale og nedslagskratere, som fører et par hundrede kilometer mod øst.

## Satellitkratere
De kratere, som kaldes satellitter, er små kratere beliggende i eller nær hovedkrateret. Deres dannelse er sædvanligvis sket uafhængigt af dette, men de får samme navn som hovedkrateret med tilføjelse af et stort bogstav. På kort over Månen er det en konvention at identificere dem ved at placere dette bogstav på den side af satellitkraterets midte, som ligger nærmest hovedkrateret. Brashearkrateret har følgende satellitkratere:
| Brashear | Længde  | Bredde   | Diameter |
| -------- | ------- | -------- | -------- |
| P        | 76,8° S | 175,7° V | 71 km    |

## Måneatlas
- Billeder af Brashearkrateret i LPI-måneatlasset